# 모리 리타
모리 리타(일본어: 森 璃太, 2001년 8월 19일~)는 일본의 축구 선수이다.

## 구단 경력
그는 2024년 J1리그의 알비렉스 니가타에 입단했다. 8월 J3리그의 후쿠시마 유나이티드 FC로 이적했다. 2025년 도치기 SC로 이적했다.